# Ештерек
Ештере́к (Еш-Терек) — богатир, один з основних персонажів героїчно-богатирського циклу історичних переказів удмуртів, записаних як прозаїчна легенда Кедра Мітреєм в селі Малий Казес Шарканського району Удмуртії в 1911 році.
Згідно з переказами, через розум та богатирську статуру Ештерек був обраний головою, очільником людського роду (торо). Ештерек мав таку силу, що сам був в змозі побороти усіх ворогів, які вступили на землю предків. Його головний помічник в бою — це лук та кінь, якого подарував йому водяний Вумурт (вукузё), оскільки в жодному табуні на Землі не знайшлось саме того коня для Ештерека. Картина бою в переказах описана мало, але досить виразно:
|  | Вихорем носиться Ештерек поміж ворогів, сотнями-тисячами їх знищує |

Гине Ештерек через порушення договору з водяним. Взамін коня він повинен був віддати йому гарну полонянку. Гордівливо він насміхався над водяним, а той карає його за це: хвиля відносить Ештерека разом з конем та гарною дівчиною у відкрите море.
Ештерек — головний герой однойменної романтичної трагедії удмуртського письменника Кедра Мітрея, написаної ним в 1915 році у Благовещенську. Образ інтерпретований автором як особистість, яка протиставляє себе народу та зраджує його, що і є причиною загибелі самого героя. Про Ештерека писали також і багато інших письменників: Микола Байтеряков створив поему «Ештерек» в 1958 році, Єгор Загребін написав п'єсу «Еш-Терек», яку було поставлено в Удмуртському драматичному театрі в 1997 році. Текст самої легенди, яку Кедра Мітрей записав в 1911 році, Данило Яшин опублікував як героїчний поетичний епос і тим самим дав їй нове жанрове життя